# Frit Forum
Frit Forum er en socialdemokratisk studenterforening, der primært organiserer studerende på videregående uddannelser. Frit Forum har lokalforeninger i Århus, Aalborg, Odense, Roskilde og København. De lokale Frit Forum foreninger har en national ledelse bestående af en landsforperson, landssekretær, næstforperson, international sekretær og chefredaktør.

## Historisk
Frit Forum er stiftet den 25. juli 1943.
Foreningens første formand var stud.polit. Erhard Jacobsen. Oprindeligt var det en lille kreds af yngre socialdemokrater, der var utilfredse med kulturen i de etablerede ungdomspartier og studenterbevægelser i København. Frit Forum ønskede et frit forum for meningsudvekslinger og betragtninger – også uden den tyske besættelsesmagts overvågning. Derfor fandt møderne i den første tid sted i fortrolighed på loftslokalerne i LO-bygningen på Rosenørns Allé. 
Efter Danmarks befrielse i 1945 indgik Frit Forum i det regulære studenterarbejde og søgte at være et uafhængigt socialdemokratisk sindet alternativ til det radikalt sindede Studentersamfundet og det konservativt orienterede Studenterforeningen. Efterhånden som universiteterne blev udbygget i Danmark, etablerede Frit Forum sig også i de øvrige universitetsbyer: i 1957 i Aarhus. Organisationen voksede gennem halvtredserne og tresserne, hvad der til tider førte til stridigheder med DSU, fordi Frit Forum organiserede sig på landets gymnasier, men ramtes hårdt af ungdomsoprøret. I 1973 blev Frit Forums afdelinger optaget i DSU.
Frit Forum beskrev ved sit 15-års jubilæum i 1959 sig selv som arbejderbevægelsens åndsarbejdere1 og har traditionelt haft en bredere forståelse af den socialdemokratiske arbejderbevægelse end den rent partinære.
Fremtrædende socialdemokratiske politikere som Svend Auken, Mogens Lykketoft og Poul Nyrup Rasmussen har stået i spidsen for Frit Forum, og en lang række andre politikere – bl.a. Mogens Camre – har også haft deres gang i foreningen i studietiden. 
Politisk er Frit Forum åbent for ikke-socialdemokrater. Svend Auken understregede det i bogen Dét, Svend mener, er... (s. 19):
”Men det er ikke en betingelse, at man er socialdemokrat, for at være med.” 
Denne position har givet Frit Forum større mobilitet på universiteterne og i DSF, men har til tider ført til konflikt om, hvor socialdemokratisk Frit Forum skal være. 

## De enkelte foreninger

### Frit Forum Aalborg
Afdelingen er fra 1965, hvor Frit Forum afdelingerne, der hidtil var knyttet til de enkelte gymnasier i Aalborg (Aalborghus, Nørresundby og Aalborg Katedralskole), stiftede en fælles afdeling, der var åben for andre uddannelser.
Frit Forum Aalborg holder til i lokalerne i Det ungdomspolitiske Hus på Kastetvej 24 i Aalborg. 
Formænd:
- 1981: Frank Jensen
- 1981-03: Klaus Lüth
- 1984-x: Martin Nielsen
- 1989-x: Lene Jensen
- 1990-x: Dan A Hansen
- 1992-x: Dan Agervig
- 1993-x: Ulla Astman
- 1993-x: Robert Jacobsen
- 1994-x: Dan Nilson
- 1994-x: Flemming Østergaard Hansen
- 1995-x: Henriette Diemar
- 1995-x: Timme Døssing
- 1996-98: Jacques Villaume Johansen
- 1998-99: Jens Olof Andersen
- 1999-01: Rasmus Prehn
- 2001-03: Jeppe Andreassen
- 2003-04: Kenneth Kuur Sørensen
- 2004-04: Michael Kuur Sørensen
- 2004-07: Frederik Andreas Jørgensen
- 2007-09: Michael Frøslev Alsbjerg
- 2009: Niels Ydemann Hansen
- 2009-2010: Martin Petersen
- 2010-2012: Christian Ejdrup Larsen
- 2013-2013: Tore Knakkergård
- 2013-2015: Søren Skov Petersen
- 2015-2015: Emil Lundby Spanggård
- 2015-2016: Astrid Bisgaard Schmidt
- 2016-2017: Jacob Mølgaard Sørensen
- 2017-2018: Charlotte Crockett Jørgensen
- 2018-2019: Caroline Amalie Hertel
- 2019-2021: Pierre Guldborg
- 2021-2022: Jonas Robbestad Søndergaard
- 2022-2023: Nicoline Erslev
- 2023-2024: Daniel Thomasen
- 2024-: Ruben Damtoft

Af tidligere formænd er også Aalborgs tidligere borgmester Henning G. Jensen.

### Frit Forum Roskilde
Formænd:
- 2002-03: Thomas Jensen
- 2003-06: Jens Jonathan Steen
- 2006-06: Magnus Barsøe Bennetzen
- 2006-07: Marie Dørup Olesen
- 2007-08: Adam Billing
- 2008-10: Christian Albèr
- 2010-11: Max Genske
- 2011-14: Julie Metha Rosenkilde
- 2013-14: Pernille van Kleef
- 2014-15: Jacob Bjelskov Jørgensen
- 2015-15: Sarah Zedlitz Alberg
- 2015-16: Mathias Würtzenfeld
- 2016-17: Mathias Lassen
- 2017-18: Julie Hoff Sørensen
- 2018-20: Sophia Ryberg
- 2020-21: Fahmi Jama
- 2021-23: Astrid Marie Wermus
- 2023-23: Harismi Balandram Sinnathurai
- 2023-24: Furkan Kadir Yavuz
- 2024-25: Petter Madsen Kirkegaard
- 2025-: Svend Flarup

### Frit Forum København
Formænd:
- 1943-1951: Erhard Jakobsen
- 1951-1953: Robert Pedersen
- 1953-1955: Bjørn Olsen (svigersøn til H.C. Hansen)
- 1955-1956: Ib Juul
- 1956-1958: Bjarne Hedtoft
- 1958-1959: Bjørn Eidorff
- 1962-1966: Mogens Camre
- 1966-1968: Mogens Lykketoft
- 1979-1981: Jens Erik Mogensen
- 1990-1992: Lene Jensen
- 1992-1994: Torben Kajberg
- 1994-1996: Morten Boje Hviid
- 1996-1997: Ole Hækkerup
- 1997-1998: Mads Noesgaard
- 1998-1999: Mikael Bay Hansen
- 1999-2000: Anders Frederik Gjesing
- 2000-2002: Jonas Jensen
- 2002-2004: Jan Hoffmann
- 2004-2006: Sune Steffen Hansen
- 2006-2007: Ulrik Seneca Pedersen
- 2008-2009: Rasmus Lynghøj Christensen
- 2009-2010: Simon Kollerup
- 2010-2012: Rasmus Stoklund Holm-Nielsen
- 2012-2013: Anette Vestergaard
- 2013-2014: Jarl Feyling
- 2014-2015: Anne-Sofie Bang Lassesen
- 2015-2018: Marcus Vesterager
- 2018-2019: Julie Weile Larsen
- 2019-2021: Frederikke Gjerløff Werther
- 2021-2023: Kasper Dlugatch Stisen
- 2023-2024: Thomas Holst Padkjær
- 2024-: Felix Wohlert

Tidligere medlem af Socialdemokratiet og stifter af CD Erhard Jacobsen var foreningens første formand.

### Frit Forum Århus
Formænd:
- 1961-63: Jørgen Flindt Pedersen
- 1963-65: Svend Auken
- 1978-80: Jens Engelbredt
- 1980-82: Kurt Bligaard Petersen
- 1995-96: Morten Pless
- 1996-97: Nicolai Wammen
- 1997-99: Jens Møller
- 1999-00: Katrine Rafn
- 2000-01: Gitte Juel
- 2001-02: Dan Jørgensen
- 2002-03: Jens Joel
- 2003-05: Kristian Würtz
- 2005-07: Otto Ohrt
- 2007 : Peter Løhmann
- 2007-09: Christian Rabjerg Madsen
- 2009-10: Karl Kjær Bang
- 2010-11: Tine Skov Jensen
- 2011-12: Thomas Werlauff
- 2012-13: Marie Kaldahl Nielsen
- 2013-14: Laura Ertmann Bruun Pedersen
- 2014-15: Michael Fevejle Christensen
- 2015-16: Christian Thomassen
- 2016-17: Stine Linea Pedersen
- 2017-18: Sebastian Algren Fuhlendorff Thomassen
- 2018-2019: Malthe Melskens
- 2019-2020: Jakob Schrøder
- 2020-2021: Anne Siri Snell
- 2021-2022: Kirstine Haurum
- 2022-2023: Kenneth Koustrup
- 2023-: Kristian Sommer Harrits

Af tidligere formænd er også Svend Auken fra 1964 til 65.

### Frit Forum Odense
- 2004-06: Peter Rahbæk Juel
- 2010-12: Michael Nielsen
- 2012-2012: Mads Rattenborg Hersbøll
- 2012-2015: Hüseyin Yücel
- 2015-2016: Amalie Aggerholm
- 2016-2019: Signe Havskjær
- 2019-2021: Emil Balling
- 2021-2023: David Fleckner Klausen
- 2023-2024: Alfred Johann Broe Petersen
- 2024-: Gustav Lyngaal Egeberg

### Frit Forum CBS
Frit Forum CBS blev efter længere tids forberedelse d. 16. august 2018 oprettet.
Formænd:
- 2018-2019: Asger Gelting
- 2019-2020: Sture Oksholm

## Tidligere foreninger

### Frit Forum Esbjerg
Afdelingen blev startet af Poul Nyrup Rasmussen i 1960erne.

### Frit Forum DTU
Frit Forum blev i 2006 etableret på Danmarks Tekniske Universitet som et forsøg på at integrere de naturvidenskabelige uddannelser i den socialdemokratiske arbejderbevægelse. Foreningen ophørte i 2010.

### Frit Forum Blågaard
Afdelingen blev oprettet sent i 2004 som et forsøg fra Frit Forums side på at etablere på læreseminarerne. Efter en længere periode blev samarbejdet integreret i det øvrige Frit Forum samarbejde.

### Frit Forum Nykøbing F
Afdelingen blev oprettet i 1965 og ophørte i 1973 samtidig med nedlæggelsen af det daværende landsforbund.

## Det nationale Frit Forum efter strukturændringen
Efter strukturændringen i 2016 gik foreningen over til at have en national landsledelse bestående af en landsformand, næstformand, landssekretær og international sekretær. I 2019 overgik man til en landsledelse bestående af landsformand, landssekretær og næstformand med den internationale sekretær som nationalt tillidsvalgt udenfor landsledelsen. I 2020 udvidede man det nationale med en chefredaktør på medlemsbladet. 
Frit Forums nationale tillidsvalgte bliver valgt hvert år på kongressen i september eller oktober.
Landsforperson:
- 2016-2018: Mathias Würtzenfeld
- 2018-2020: Fie Hækkerup
- 2020-2022: Jakob Schrøder
- 2022-2024: Birk Grave
- 2024-: Niklas Stentoft Mogensen

Landssekretær:
- 2016-2017: Mads Bak
- 2017-2019: Astrid Bisgaard Schmidt
- 2019-2020 (til februar): Caroline Amalie Hertel
- 2020-2022: Mille Hækkerup
- 2022-2024: Ajshe Braimi
- 2024-: Asta Mathilde Mølstrøm

Næstforperson:
- 2016-2018: Marcus Vesterager
- 2018-2019: Jens Gustav Aagerup
- 2019-2020: Malthe Melskens
- 2020-2022: Martin Uhrenholt Jensen
- 2022-2023: Lauge Rittmann Kjær Hansen
- 2023-2024: Emilla Møller-Petersen
- 2024-: Magnus Sæbye

International sekretær:
- 2016-2017: Daniel Branislav Christensen
- 2017-2018: Stine Broe Mørk Rasmussen
- 2018-2020: Asbjørn Østersø Lind
- 2020-2022: Mads Casper Petersen
- 2022-2023: Emilla Møller-Petersen
- 2023-2024: Fie Bressen
- 2024-: Laurits Lindegaard Rasmussen

Chefredaktør:
- 2020-2021: Sam Shirali
- 2021-2023: Fahmi Jama
- 2023-2024: Astrid Marie Wermus
- 2024-: Alfred Johann Broe Petersen

## Det nationale Frit Forum før strukturændringen
- 2004: Rune Lyngvig
- 2004-07: Trine Bramsen
- 2007: Ann Marie Von Qualen
- 2007-09: Martin Leider Olsen
- 2009-2011: Michael Frøslev Alsbjerg
- 2011-13: Rikke Dahl
- 2013-: Maj Jensen Christensen

- Landskoordinatoren: Marie Kaldahl Nielsen
- Netværkskoordinator: Jarl Feyling
- International sekretær: Anne Gammelby Lodberg
- Studenterpolitisk talsmand: Mads Falkenfleth
- 2015-2016: Line Novél
- Landskoordinator: Mette Knoth
- Netværkskoordinator: Marcus Vesterager
- Studenterpolitisk talsmand: Mathias Kanne
- International sekretær: Anna Aagaard Andersen
- 2016-: Mette Knoth
- Landskoordinator: Mette Knoth
- Netværkskoordinator: Marcus Vesterager
- Studenterpolitisk talsmand: Mathias Kanne
- International sekretær: Stine Linea Pedersen

## Ekstern henvisning
- Frit Forums hjemmeside Arkiveret 3. februar 2005 hos  Wayback Machine
- P1 indslag fra Global Welfare Arkiveret 14. juni 2006 hos  Wayback Machine
- Podcasts med Zygmunt Bauman fra konferencen Global Welfare Arkiveret 26. januar 2022 hos  Wayback Machine
- Opslag på leksikon.org om Frit Forum Arkiveret 20. juni 2010 hos  Wayback Machine